# Théâtre national de Subotica
Le théâtre national de Subotica (en serbe cyrillique : Народно позориште у Суботици ; en serbe latin : Narodno pozorište u Subotici) est situé à Subotica, dans la province de Voïvodine et dans le district de Bačka septentrionale, en Serbie. Le bâtiment qui accueille le théâtre est inscrit sur la liste des monuments culturels de grande importance de la République de Serbie (identifiant no SK 1220).

## Présentation
Le bâtiment a été construit selon un projet de l'architecte János Scultety datant de 1845. Il a été conçu comme un bâtiment monumental avec deux fonctions : un hôtel-restaurant installé dans une aile achevée en 1853 et un théâtre situé dans la seconde aide achevée en 1854. La façade d'angle, de style néo-classique est ornée d'un grand portique avec un fronton triangulaire reposant sur six colonnes surmontées de chapiteaux corinthiens. Les deux ailes ont été unifiées grâce à un foyer luxueux. De nombreuses interventions ont ultérieurement modifié le bâtiment.
Au début du XXe siècle, des modifications ont été réalisées dans le sens du fonctionnalisme ; des colonnes et des poutres en acier sont venues renforcer la structure ; parallèlement la décoration de la façade a été elle aussi modifiée dans le sens de l'éclectisme et de l'Art nouveau alors en vogue.
En mars 1915, la salle de théâtre a été détruite dans un incendie, ne laissant intacts que les murs. La salle de bal de l'hôtel a alors été adaptée pour les besoins du théâtre en 1925-1927 par Oton Tomanić, Vasa Stefanović et Kosta Petrović. Puis le théâtre est devenu un cinéma avant de redevenir un théâtre en 1945.